# Yoshitaku Nagasako
Yoshitaku Nagasako (長迫 吉拓, Nagasako Yoshitaku, né le 16 septembre 1993) est un coureur cycliste japonais. Spécialisé en BMX, il est médaillé d'or aux championnats d'Asie de 2014 et de 2015 et aux Jeux asiatiques de 2018. Il pratique également la vitesse par équipes sur piste à partir de 2016.

## Biographie
Yoshitaku Nagasako commence le cyclisme à l'âge de quatre ans.
De 2012 à 2016, il est stagiaire en BMX au centre mondial du cyclisme (CMC) de l'Union cycliste internationale, à Aigle en Suisse.
Durant cette période, il est deux fois champion d'Asie de BMX, en 2014 et  2015. Il participe aux Jeux olympiques de 2016.
Au CMC, il s'exerce également au cyclisme sur piste, et se lance en compétition en vitesse par équipes, avec l'objectif de participer aux Jeux olympiques de 2020 dans cette discipline ainsi qu'en BMX. Il participe ainsi aux championnats du monde de 2017 avec l'équipe japonaise, qui prend la septième place et décroche la médaillé d'argent aux championnats d'Asie 2018.
Durant l'été 2018, il remporte la médaille d'or en BMX aux Jeux asiatiques.

## Palmarès en BMX

### Jeux olympiques
- Rio 2016
  - 30e

### Coupe du monde
- 2019 : 23e
- 2020 : 12e

### Jeux asiatiques
- 2018
  -  Médaillé d'or

### Championnats d'Asie
- 2014
  -  Médaillé d'or
- 2015
  -  Médaillé d'or

## Palmarès sur piste

### Jeux olympiques
- Paris 2024
  - 5e de la vitesse par équipes

### Championnats du monde
| Édition / Épreuve | Vitesse par équipes |
| Hong Kong 2017    | 7e                  |
| Ballerup 2024     | Bronze              |

### Coupe du monde
- 2019-2020
  - 1er de la vitesse par équipes à Brisbane (avec Tomohiro Fukaya et Yudai Nitta)

### Coupe des nations
- 2023
  - 3e de la vitesse par équipes au Caire
- 2024
  - 2e de la vitesse par équipes à Adélaïde
  - 2e de la vitesse par équipes à Hong Kong
- 2025
  - 2e de la vitesse par équipes à Konya

### Championnats d'Asie
- 2018
  -  Médaillé d'argent de la vitesse par équipes
- 2022
  -  Champion d'Asie de la vitesse par équipes (avec Yuta Obara, Kaiya Ota et Kohei Terasaki)
- Nilai 2023
  -  Champion d'Asie de vitesse par équipes (avec Kaiya Ota et Yuta Obara)
- Nilai 2025
  -  Champion d'Asie de vitesse par équipes (avec Shinji Nakano et Kaiya Ota)

### Jeux asiatiques
- Hangzhou 2022
  -  Médaillé d'or de la vitesse par équipes

### Championnats du Japon
- 2021
  -  Champion du Japon de vitesse par équipes